# Петрович, Джуро (Народный герой Югославии)
Джуро Пе́трович (серб. Đuro Petrović, словен. Đuro Petrović) (Градани, близ Цетинье, август 1914 года — Купрес, 13 августа 1942 года) — участник Национально-освободительной войны и Народный герой Югославии.
Член Коммунистической партии Югославии.

## Биография
Родился в августе 1914 года в бедной крестьянской семьи из деревни Градани недалеко от Цетинье. В родной деревне   окончил четыре класса начальной школы, затем с двенадцати лет стал работать подёнщиком у зажиточных крестьян.
Молодым рабочим присоединился к рабочему движению и в 1934 году стал членом Коммунистической партии Югославии. Его  преследовала полиция, и в феврале 1935 года провёл месяц в тюрьме. Затем он с группой друзей объявил голодовку в течение суток, после чего их отпустили. Снова арестован в 1938 году в Баре и в 1939 году в Цетинье. В период с 1936 по апрель 1941 года ему приходилось регулярно являться в участок жандармерии в Цетинье.
После Апрельской Войны и оккупации Королевства Югославии в 1941 году активно участвовал в организации восстания в районе Цетинье — собирал и прятал оружие, обучал молодёжь обращению с оружием и другое. Во время восстания  13 июля 1941 года народа Черногории был в отряде Чивич-Радомир-Гад. В самом начале восстания, 18 июля 1941 года, в первом бою против итальянской моторизованной колонны на дороге Цетине-Будва, недалеко от Браича, отличился как пулемётчик.
В ноябре 1941 года он был среди добровольцев, присоединившихся к батальону «Ловчен» черногорского отряда для операций в Санджаке. С этим отрядом он участвовал в наступлении на Плевлю 1 декабря 1941 года. В начале декабря он был в числе 13 добровольцев, которые прорвались через позиции противника и похоронили четырёх павших бойцов возле села Бучья. Затем он потерял связь с батальоном, и после двадцатидневных поисков ему удалось найти ещё семерых товарищей и добраться до Руды, где его батальон затем стал Первым батальоном Первой Пролетарской ударной бригады.
Из-за пневмонии, которой он заразился во время поиска батальона, он не вступил в Первый Пролетарский батальон, а был отправлен на лечение в Черногорию. После выздоровления был назначен командиром роты в батальоне «13 июля» партизанского отряда «Ловчен». Со своим отрядом провёл  бои в районе Цетинье, затем, в ходе Третьего наступления противника, руководил боями в Катунской нахии, боями и маршами на фронты Грахово — Баньяни — Голия, а также через Пиву и Сутьеск. 
В июне 1942 года он вступил в состав 4-й пролетарской черногорской ударной бригады, в составе которой участвовал в боях под Трескавицей и Иваном Седло. Погиб во время нападения на Купрес, в ночь с 13 на 14 августа 1942 года.
Приказом Верховного штаба Антифашистского веча народного освобождения Югославии (АВНОЮ) в августе 1942 года  удостоен звания национального героя.  